# Noble Surfer
A Noble Surfer Brian Wilson és Mike Love szerzeménye, ami a The Beach Boys 1963-as Surfin' U.S.A. albumán jelent meg. Ebben is mint oly sok más Beach Boys slágerben Mike Love énekli a szólóvokált.
A digitaldreamdoor.com a "100 legjobb surf rock szám" listáján a Noble Surfer a 31. helyen végzett

## Zenészek
- Mike Love – szóló vokál
- Brian Wilson – basszusgitár, vokál
- Carl Wilson – gitar, vokál
- David Marks – gitár
- Dennis Wilson – dobok, vokál